# تپه هاچاقیه بزرگ
تپه هاچاقیه بزرگ مربوط به سده‌های اولیه دوران‌های تاریخی پس از اسلام است و در شهرستان مشگین‌شهر، بخش مشکین شرقی، دهستان لاهورد، روستای قره سو واقع شده و این اثر در تاریخ ۲۷ اسفند ۱۳۸۶ با شمارهٔ ثبت ۲۲۶۱۷ به‌عنوان یکی از آثار ملی ایران به ثبت رسیده است.